# Stoked
«Stoked» — канадский мультсериал в жанре комедии положений. Мультфильм создан Дженнифер Перч и Томом Макгиллисом для телеканала Teletoon. Сюжет об одном лете подростков-сёрферов. Премьера состоялась 25 июня 2009 года.

## Сюжет
Подростки Эмма, Риф и Фин на лето устраиваются работать в отель Surfer`s Paradise Ridgemount Resort, чтобы целое лето заниматься сёрфингом. В отеле Эмма, Риф и Фин присоединяются к местным жителям Брозефу, Ло и Джонни. Работа мечты — оказалась ужасной: безвкусная униформа, унизительные задания, отвратительный дом для персонала и никакого уважения. Но зато у них есть возможность в свободное время заниматься серфингом.

## Главные герои
РифНовый тренер по серфингу курорта Сансет Бич. Всю жизнь он мечтал работать там, и, наконец, получил эту работу. Прозвище Риф происходит от сёрфинг-поездки в Австралию, где он уничтожил и «съел» коралл. Его настоящее имя — Лесли, но оно ему не нравится.
ФинДевушка-сёрфингистка. Первоначально Фин должна была стать новым тренером по сёрфингу на Сансет Бич, но вместо этого стала горничной.
ЭммаОна из Калгари и до приезда в Sunset Beach никогда не занималась сёрфингом, но интересовалась им, потому что сёрфингом занимались её старшие братья. На курорте работает официанткой в столовой. Имеет приятный и спокойный характер, ладит с людьми, но иногда довольно наивна.
БрозефРасслабленный местный серфер, мудрый не по годам. Преданный друг. Когда он замечает, что Эмма грустит из-за ужасного первого дня, он начинает учить её серфингу.
ЛоренДочь владельца курорта. Раньше Ло была «испорченной принцессой», но после серьёзных проблем с полицией и прессой, папа назначает ей наказание: найти работу на курорте, он выгоняет её из пентхауса и запрещает использовать свою кредитную карту. Она должна провести лето, работая, и жить в доме для персонала.
ДжонниРаботает на стойке регистрации в отеле. Он дружит с ребятами и даже помогает Эмме сохранить работу, исправляя её оценки. Он работал на курорте летом прошлого года, так что многое знает.